# Téa Leoni
Téa Leoni, eigenlijk: Elizabeth Téa Pantaleoni (New York, 25 februari 1966) is een Amerikaans televisie- en filmactrice.

## Biografie
In het begin van haar carrière speelde Leoni belangrijke rollen in sitcoms, zoals Flying Blind (1992–93) en The Naked Truth (1995–98). Haar doorbraak in de filmwereld kwam in 1995 met de actiekomedie Bad Boys.
Van 2014 tot 2019 had ze de hoofdrol als minister van Buitenlandse Zaken Elizabeth McCord in de politieke dramaserie Madam Secretary van CBS.

### Privé
Van 1991 tot 1995 was ze getrouwd met televisieproducent Neil Joseph Tardio Jr. en van 1997 tot 2014 met X-Files-acteur David Duchovny, met wie ze een dochter (1999) en een zoon (2002) heeft. Sinds 2014 heeft ze een relatie met acteur Tim Daly.

## Filmografie
| Jaar      | Titel                  | Rol                   | Extra informatie |
| --------- | ---------------------- | --------------------- | ---------------- |
| 2025      | Death of a Unicorn     | Belinda Leopold       |                  |
| 2014-2019 | Madam Secretary        | Elizabeth McCord      | 120 afleveringen |
| 2011      | Tower Heist            | Claire Denham         |                  |
| 2009      | The Smell of Succes    | Rosemary Rose         |                  |
| 2008      | Ghost Town             | Gwen                  |                  |
| 2007      | You Kill Me            | Laurel Pearson        |                  |
| 2005      | Fun with Dick and Jane | Jane Harper           |                  |
| 2004      | Spanglish              | Deborah Clasky        |                  |
| 2004      | House of D             | Mrs. Warshaw          |                  |
| 2002      | People I Know          | Jili Hopper           |                  |
| 2002      | Hollywood Ending       | Ellie                 |                  |
| 2001      | Jurassic Park III      | Amanda Kirby          |                  |
| 2000      | The Family Man         | Kate Reynolds         |                  |
| 1998      | Deep Impact            | Jenny Lerner          |                  |
| 1996      | Flirting with Disaster | Tina Cable            |                  |
| 1995      | Bad Boys               | Julie Mott            |                  |
| 1994      | Wyatt Earp             | Sally                 |                  |
| 1994      | Counterfeit Contessa   | Gina Leonarda Nardino |                  |
| 1992      | A League of Their Own  | Racine                |                  |
| 1991      | Switch                 | Connie                |                  |

## Trivia
- Er is een planetoïde naar haar vernoemd (8299 Téaleoni).